# Datenspende
Die Datenspende – hier in Bezug auf Gesundheitsdaten – beinhaltet die freiwillige Zurverfügungstellung von persönlichen Gesundheitsdaten für Forschungszwecke, medizinische Studien oder für die Verbesserung der Gesundheitsversorgung. Gesundheitsdaten stellen dabei ein sehr sensibles, höchst schützenswertes Gut dar, das strengen juristischen Regulierungen im Sinne des Gesundheitsdatenschutzes unterliegt. Der Begriff wurde erstmals in Deutschland durch Dr. Matthieu-P. Schapranow, Hasso-Plattner-Institut im Rahmen einer Podiumsdiskussion anlässlich des Weltkrebstages 2016 verwendet. Dabei wurde anhand des Beispiels onkologischer Erkrankungen ein Datenspendeausweis analog zum Organspendeausweis beschrieben, der zur (digitalen) Selbstverwaltung persönlicher Gesundheitsdaten sowie deren Nutzbarmachung, u. a. für Forschungszwecke, dienen soll.
Die Sekundärnutzung gesundheitsrelevanter Daten sowie Erkenntnissen aus der klinischen, der epidemiologischen und der Versorgungsforschung bietet hierbei ein großes Potential für Gesundheitsversorgung, Forschung und Entwicklung.

## Begriffsdefinition
Die Datenspende, eine freiwillige Bereitstellung persönlicher Daten (hier bezogen auf Gesundheitsdaten), bezieht sich auf die freiwillige Bereitstellung oder das Teilen von persönlichen Gesundheitsdaten für Forschungszwecke oder zur Verbesserung von Gesundheitsdienstleistungen, ohne davon einen direkten persönlichen Nutzen oder Vorteil zu erhalten. Gesundheitsdaten bezeichnen dabei entsprechend Art. 4 Nr. 15 DSGVO „personenbezogene Daten, die sich auf die körperliche oder geistige Gesundheit einer natürlichen Person, einschließlich der Erbringung von Gesundheitsdienstleistungen, beziehen und aus denen Informationen über deren Gesundheitszustand hervorgehen“.
Der Begriff Spende impliziert dabei eine zumeist unentgeltliche Überlassung von Daten, wobei im Einzelfall auch eine Aufwandsentschädigung möglich ist. Die Konstruktion der Datenspende, oft auch als Datenaltruismus bezeichnet, wurde auf Vorschlag des Deutschen Ethikrates eingeführt. Dieses Konzept erinnert dabei an die Systematik und den altruistischen Charakter der Organspende, indem es die freiwillige und selbstlose Überlassung persönlicher Informationen für das Gemeinwohl hervorhebt. Im Data Governance Act (DGA) der Europäischen Union wird das Konzept des Datenaltruismus ebenfalls aufgegriffen.

## Datenspendebereitschaft
Die Bereitschaft der deutschen Bevölkerung zur Datenspende variiert, kann aber als relativ hoch bewertet werden. Befragungsdaten nationaler wie internationaler Studien zeigen regelmäßig Zustimmungsraten von 50 % und mehr. Da es in Deutschland allerdings bislang keine in der Breite etablierten Wege zur Spende von Gesundheitsdaten gibt, können diese Befunde nur eine allgemeine Tendenz wiedergeben. Studien zur Datenspende im Kontext der elektronischen Patientenakte kommen allerdings zu ähnlichen Ergebnissen. In diesen Studien wird etwa bei der Hälfte der Bevölkerung eine Bereitschaft zur Datenspende beobachtet.
Die Spendenbereitschaft unterliegt innerhalb der Bevölkerung zum Teil deutlichen sozialen Ungleichheiten. Aus der internationalen Forschung ist bekannt, dass Personen im jüngeren Lebensalter, mit höherer Bildung und höherem Einkommen häufiger zur Datenspende bereit sind. Zudem sind Personen eher bereit, ihre Daten zu teilen, wenn sie dem Datentreuhänder vertrauen und glauben, dass ihre Daten sicher und verantwortungsvoll behandelt werden. Trotz einer generellen Bereitschaft zur Datenspende stellen Bedenken hinsichtlich des Datenschutzes und der Privatsphäre wichtige Hürden dar.

## Datenspende während der COVID-19-Pandemie
Im Rahmen der COVID-19-Pandemie wurde sehr deutlich erkannt, dass medizinische Daten schnell und umfassend zur epidemiologischen Forschung verfügbar sein müssen. Der Forschung standen u. a. Daten von Suchmaschinen (Infodemiologie) oder dem deutschen Robert Koch-Institut (RKI) bei Bedarf zur Verfügung.
Darüber hinaus wurden Versuche unternommen, weitere Gesundheitsdaten direkt von der Bevölkerung zu erhalten. Ein Beispiel dafür bildete die Corona-Datenspende-App des RKI.